# Список правителів Болгарії
Список включає правителів Болгарії від Великої Булгарії і до припинення монархічної системи правління в 1946 році.

## Список Болгарських правителів (632–1946)
| Ім'я                                                        | Роки правління  | Титули                                                       |
| ----------------------------------------------------------- | --------------- | ------------------------------------------------------------ |
| Правители Великої Булгарії                                  |                 |                                                              |
| Органа                                                      | 617–630         | хан                                                          |
| Гостун                                                      | 630–632         | хан                                                          |
| Кубрат                                                      | 632–665         | хан                                                          |
| Батбаян                                                     | 665–668         | хан                                                          |
| Правителі Першого Болгарського царства (681–972)            |                 |                                                              |
| Аспарух (Аспар-хрук)                                        | 681–701         | хан                                                          |
| Тервел                                                      | 701–721         | хан                                                          |
| Кормесій                                                    | 721–738         | хан                                                          |
| Севар                                                       | 738–753         | хан                                                          |
| Кормісош                                                    | 753–756         | хан                                                          |
| Винех                                                       | 756–761/762     | хан                                                          |
| Телец                                                       | 761/762—765     | хан                                                          |
| Сабін                                                       | 765–766/767     | хан                                                          |
| Умор                                                        | 766/767         | хан                                                          |
| Токту                                                       | 766/767—767/772 | хан                                                          |
| Паган                                                       | 767/772—768/772 | хан                                                          |
| Телериг                                                     | 768–777         | хан                                                          |
| Кардам                                                      | 777–802         | хан                                                          |
| Крум                                                        | 802–814         | хан                                                          |
| Омуртаг                                                     | 814–831         | хан                                                          |
| Маламир                                                     | 831–836         | хан (регент — кавхан Ісбул 831–840)                          |
| Пресіан I                                                   | 836–852         | хан (регент — кавхан Ісбул 831–840)                          |
| Борис I                                                     | 852–864 —889    | хан князь                                                    |
| Владимир Расате                                             | 889–893         | князь                                                        |
| Симеон I                                                    | 893–919 —927    | князь цар, імператор болгар і римлян                         |
| Петро I                                                     | 927–969         | цар, імператор болгар                                        |
| Борис II                                                    | 969–971         | цар, імператор болгар                                        |
| 972—1185 — візантійське завоювання східної частини Болгарії |                 |                                                              |
| Правителі Західного Болгарського царства (965–1018)         |                 |                                                              |
| Арон, Давид, Мойсей, Самуїл                                 | 970–977         | співправителі (комітопули)                                   |
| Роман                                                       | 977–997         | цар, імператор болгар                                        |
| Самуїл                                                      | 997–1014        | цар, імператор болгар                                        |
| Гаврило Радомир                                             | 1014–1015       | цар, імператор болгар                                        |
| Іван Владислав                                              | 1015–1018       | цар, імператор болгар                                        |
| Пресіан II                                                  | 1018            | цар                                                          |
| Петро II Делян                                              | 1040–1041       | цар (повстання)                                              |
| Петро III (Костянтин Бодін)                                 | 1072            | цар (повстання)                                              |
| 1018 — візантійське завоювання                              |                 |                                                              |
| Правителі Другого Болгарського царства (1186–1396)          |                 |                                                              |
| Іван Асен I                                                 | 1186–1196       | цар (співправитель)                                          |
| Петро IV (Феодор)                                           | 1186–1196 —1197 | цар (співправитель) цар, імператор болгар                    |
| Калоян (Іоанниця)                                           | 1197–1207       | цар, імператор болгар і волохів                              |
| Боріл                                                       | 1207–1218       | цар, імператор болгар                                        |
| Іван Асен II                                                | 1218–1241       | цар, імператора болгар і греків                              |
| Коломан I Асен                                              | 1241–1246       | цар, імператора болгар і греків                              |
| Михайло I Асен                                              | 1246–1256       | цар (регент — Ірина Комніна, вдова Івана II Асена 1246–1253) |
| Коломан II Асен                                             | 1256            | цар, імператора болгар і греків                              |
| Міцо Асен                                                   | 1257–1264       | цар (у Східній Болгарії)                                     |
| Костянтин I Асен                                            | 1257–1264 —1277 | цар (у Західній Болгарії) цар                                |
| Івайло                                                      | 1277–1280       | цар (узурпатор)                                              |
| Іван Асен III                                               | 1279–1280       | цар                                                          |
| Георгій I Тертер                                            | 1280–1292       | цар                                                          |
| Смілець                                                     | 1292–1298       | цар                                                          |
| Чака                                                        | 1299–1300       | правитель                                                    |
| Феодор Святослав Тертер                                     | 1300–1322       | цар                                                          |
| Георгій II Тертер                                           | 1322–1323       | цар                                                          |
| Михайло I Шишман                                            | 1325–1330       | цар                                                          |
| Іван Стефан                                                 | 1330–1331       | цар                                                          |
| Іван Александр                                              | 1331–1371       | цар                                                          |
| Іван Шишман                                                 | 1363–1371 —1393 | цар (співправитель) цар                                      |
| Іван Срацимір                                               | 1371–1396       | цар (Відинське царство)                                      |
| Костянтин II Асен                                           | 1396–1422       | цар (Відинське царство) (турецький васал)                    |
| Шишман III                                                  | 1593            | цар (повстання)                                              |
| Ростислав Страшимірович                                     | 1686            | князь (повстання)                                            |
| Карпош                                                      | 1689            | король (повстання)                                           |
| 1396 — османське завоювання                                 |                 |                                                              |
| Правителі Третього Болгарського царства (1879–1946)         |                 |                                                              |
| Олександр Баттенберг                                        | 1879–1886       | князь                                                        |
| Фердинанд I                                                 | 1887–1908 —1918 | князь цар                                                    |
| Борис III                                                   | 1918–1943       | цар                                                          |
| Симеон II                                                   | 1943–1946       | цар                                                          |
| 15 вересня 1946 — встановлення республіки                   |                 |                                                              |